# Grand Prix-wegrace van Spanje 1953
De Grand Prix-wegrace van Spanje 1953 was de negende en laatste Grand Prix van wereldkampioenschap wegrace voor motorfietsen in het seizoen 1953. De races werden verreden op 4 oktober 1953 op het Circuito de Montjuïc, een stratencircuit bij de berg Montjuïc ten zuidwesten van Barcelona. In deze Grand Prix kwamen de 500cc-, 250cc- en de 125cc-klasse aan de start. Alle wereldtitels waren al beslist.

## Algemeen
Hoewel de wereldtitels al vergeven waren, kwamen de meeste nieuwe wereldkampioenen toch naar Barcelona. Geoff Duke ontbrak, maar Fergus Anderson kwam wel, hoewel "zijn" klasse, de 350 cc, niet werd verreden. Werner Haas startte alleen in de 125cc-race, maar viel uit. Norton-coureur Ken Kavanagh nam een voorschot op zijn overstap naar Moto Guzzi in het seizoen 1954: hij startte waarschijnlijk met de viercilinder Moto Guzzi Quattro Cilindri met brandstofinjectie, maar haalde de finish niet.

## 500cc-klasse
Zonder de Gilera-rijders Geoff Duke en Alfredo Milani won Fergus Anderson met zijn eencilinder Moto Guzzi Monocilindrica 350 de Spaanse 500cc-Grand Prix. Anderson's overwinning was niet gestolen: er was wel degelijk sterke concurrentie van Dickie Dale, Giuseppe Colnago en Nello Pagani, die echter ook het hoofd moesten buigen voor Carlo Bandirola met zijn MV Agusta 500 4C. Bandirola was nog nauwelijks aan rijden toegekomen omdat MV Agusta zich na de dood van Les Graham uit het WK-seizoen had teruggetrokken. Fergus Anderson werd de eerste coureur in de geschiedenis die in één seizoen overwinningen in drie verschillende klassen had gescoord. De Britse merken kwamen er niet aan te pas: de snelste Norton-coureur Tommy Wood werd op twee ronden gereden en de enige AJS-rijder, Rod Coleman haalde de finish niet.
| Pos | Coureur                | Merk       | Tijd       | Punten |
| --- | ---------------------- | ---------- | ---------- | ------ |
| 1   | Fergus Anderson        | Moto Guzzi | 2:04"46'86 | 8      |
| 2   | Carlo Bandirola        | MV Agusta  | +29'11     | 6      |
| 3   | Dickie Dale            | Gilera     | +48'93     | 4      |
| 4   | Giuseppe Colnago       | Gilera     | +1"56'38   | 3      |
| 5   | Nello Pagani           | Gilera     | +1 ronde   | 2      |
| 6   | Tommy Wood             | Norton     | +2 ronden  | 1      |
| 7   | Javier De Ortueta      | Norton     | +3 ronden  |        |
| 8   | Antonio Creus          | Norton     | +3 ronden  |        |
| 9   | Auguste Goffin         | Norton     | +3 ronden  |        |
| 10  | Alfredo Flores         | Norton     | +4 ronden  |        |
| 11  | Heinrich Thorn-Prikker | Moto Guzzi | +6 ronden  |        |
| 12  | Siegfried Wünsche      | DKW        | +6 ronden  |        |
| 13  | Joe Glazebrook         | Norton     | +8 ronden  |        |

| Coureur           | Merk       | Oorzaak |
| ----------------- | ---------- | ------- |
| John Grace        | Norton     |         |
| Ken Kavanagh      | Norton     |         |
| August Hobl       | DKW        |         |
| Fritz Kläger      | Horex      |         |
| Hans Baltisberger | BMW        |         |
| Pierre Monneret   | Gilera     |         |
| Cecil Sandford    | MV Agusta  |         |
| Harold Clark      | Norton     |         |
| Ken Kavanagh      | Moto Guzzi |         |
| Phil Heath        | Matchless  |         |
| Reg Armstrong     | Gilera     |         |
| Emilio Soprani    | Gilera     |         |
| Enrico Lorenzetti | Moto Guzzi |         |
| Libero Liberati   | Gilera     |         |
| Ken Mudford       | Norton     |         |
| Rod Coleman       | AJS        |         |

| Coureur             | Merk      | Oorzaak  |
| ------------------- | --------- | -------- |
| Hermann Paul Müller | MV Agusta |          |
| Bill Doran          | AJS       |          |
| Derek Farrant       | AJS       |          |
| Geoff Duke          | Gilera    |          |
| Jack Brett          | Norton    |          |
| Peter Davey         | Norton    |          |
| Alfredo Milani      | Gilera    |          |
| Ray Amm             | Norton    | Blessure |

### Top tien eindstand 500cc-klasse
| Pos. | Coureur          | Motorfiets | Ptn.    |
| ---- | ---------------- | ---------- | ------- |
| 1    | Geoff Duke       | Gilera     | 38      |
| 2    | Reg Armstrong    | Gilera     | 24 (30) |
| 3    | Alfredo Milani   | Gilera     | 18      |
| 4    | Ken Kavanagh     | Norton     | 18      |
| 5    | Ray Amm          | Norton     | 14      |
| 6    | Jack Brett       | Norton     | 13      |
| 7    | Dickie Dale      | Gilera     | 11      |
| 8    | Giuseppe Colnago | Gilera     | 11      |
| 9    | Fergus Anderson  | Moto Guzzi | 8       |
| 10   | Rod Coleman      | AJS        | 7       |

(Punten tussen haakjes zijn inclusief streepresultaten)

## 250cc-klasse

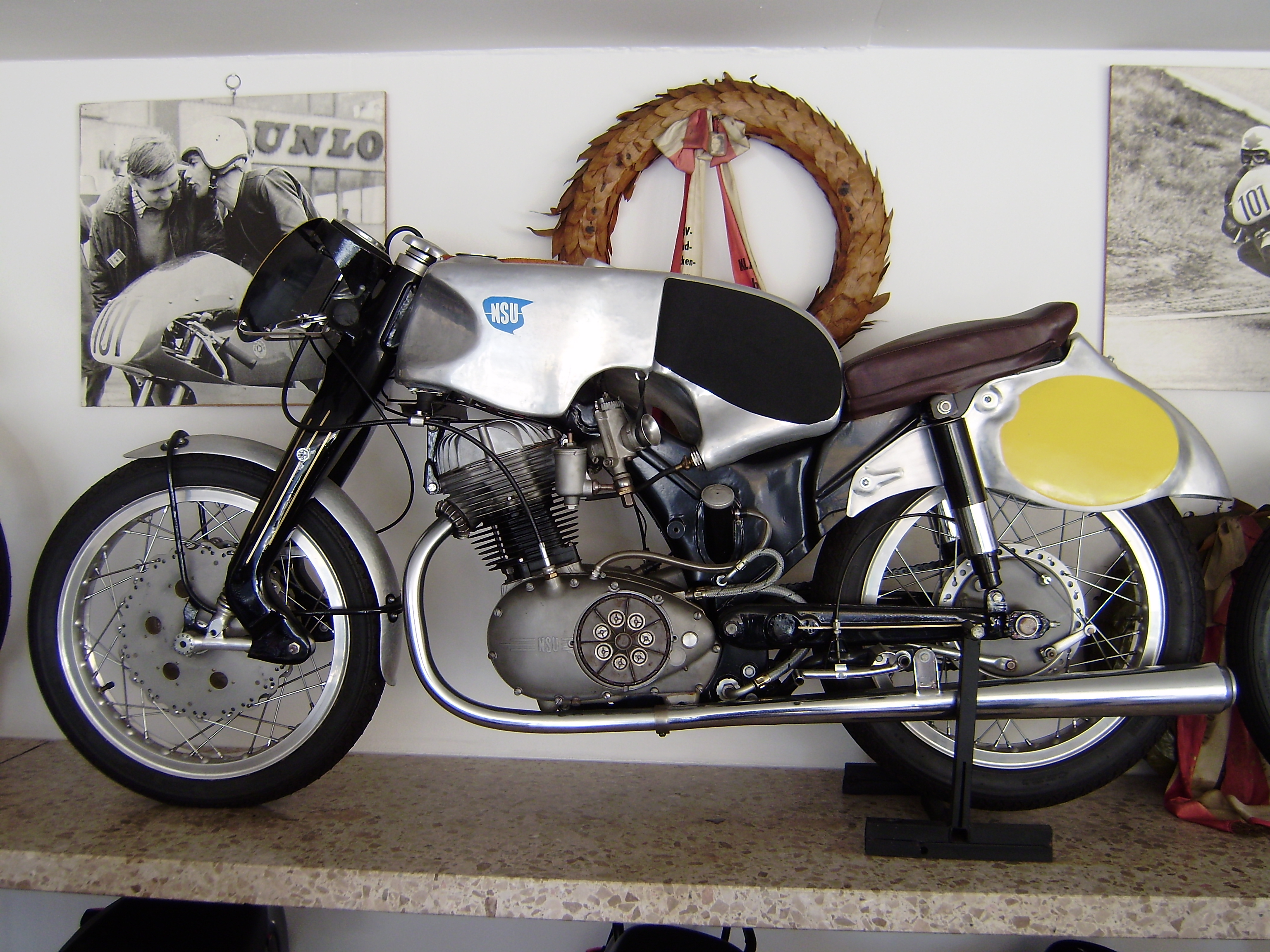
NSU gaf een kijkje in de toekomst: Kurt Knopf werd slechts tiende met het prototype van de Sportmax, een veel eenvoudiger en goedkopere machine dan de Rennmax, die desalniettemin in 1955 de wereldtitel zou binnenhalen.

Enrico Lorenzetti won zijn tweede GP met de Moto Guzzi Bialbero 250 voor zijn nieuwe stalgenoot Ken Kavanagh, die meteen een sterke indruk op zijn nieuwe werkgever achterliet. Wereldkampioen 350cc werd derde, Alano Montanari vierde en Tommy Wood vijfde. Zo was het succes voor Moto Guzzi groot, maar er kwam dan ook geen NSU Rennmax aan de start. De tiende plaats van Kurt Knopf reed hij met een heel nieuwe NSU, de veel eenvoudiger productieracer Sportmax.
| Pos | Coureur                | Merk       | Tijd       | Punten |
| --- | ---------------------- | ---------- | ---------- | ------ |
| 1   | Enrico Lorenzetti      | Moto Guzzi | 1:20"32'06 | 8      |
| 2   | Ken Kavanagh           | Moto Guzzi | +33'77     | 6      |
| 3   | Fergus Anderson        | Moto Guzzi | +43'52     | 4      |
| 4   | Alano Montanari        | Moto Guzzi | +44'54     | 3      |
| 5   | Tommy Wood             | Moto Guzzi | +1"42'28   | 2      |
| 6   | August Hobl            | DKW        | +1"52'37   | 1      |
| 7   | Rupert Hollaus         | Moto Guzzi | +2"15'50   |        |
| 8   | Georg Braun            | Horex      | +1 ronde   |        |
| 9   | Heinrich Thorn-Prikker | Moto Guzzi | +2 ronden  |        |
| 10  | Kurt Knopf             | NSU        | +6 ronden  |        |

| Coureur           | Merk      | Oorzaak |
| ----------------- | --------- | ------- |
| Fritz Kläger      | NSU       |         |
| Karl Lottes       | DKW       |         |
| Siegfried Wünsche | DKW       |         |
| Bill Petch        | Velocette |         |
| Joe Glazebrook    | AJS       |         |
| Bill Webster      | Velocette |         |

| Coureur         | Merk       | Oorzaak |
| --------------- | ---------- | ------- |
| Sid Willis      | Velocette  |         |
| Otto Daiker     | NSU        |         |
| Walter Reichert | NSU        |         |
| Werner Haas     | NSU        |         |
| Wolfgang Brand  | NSU        |         |
| Arthur Wheeler  | Moto Guzzi |         |
| Reg Armstrong   | NSU        |         |
| Umberto Masetti | NSU        |         |

### Top tien eindstand 250cc-klasse
| Pos. | Coureur           | Motorfiets | Ptn.    |
| ---- | ----------------- | ---------- | ------- |
| 1    | Werner Haas       | NSU        | 28 (35) |
| 2    | Reg Armstrong     | NSU        | 23      |
| 3    | Enrico Lorenzetti | Moto Guzzi | 22 (25) |
| 4    | Fergus Anderson   | Moto Guzzi | 22 (26) |
| 5    | Alano Montanari   | Moto Guzzi | 19      |
| 6    | Ken Kavanagh      | Moto Guzzi | 6       |
| 7    | Siegfried Wünsche | DKW        | 6       |
| 8    | August Hobl       | DKW        | 6       |
| 9    | Otto Daiker       | NSU        | 6       |
| 10   | Arthur Wheeler    | Moto Guzzi | 4       |

(Punten tussen haakjes zijn inclusief streepresultaten)

## 125cc-klasse

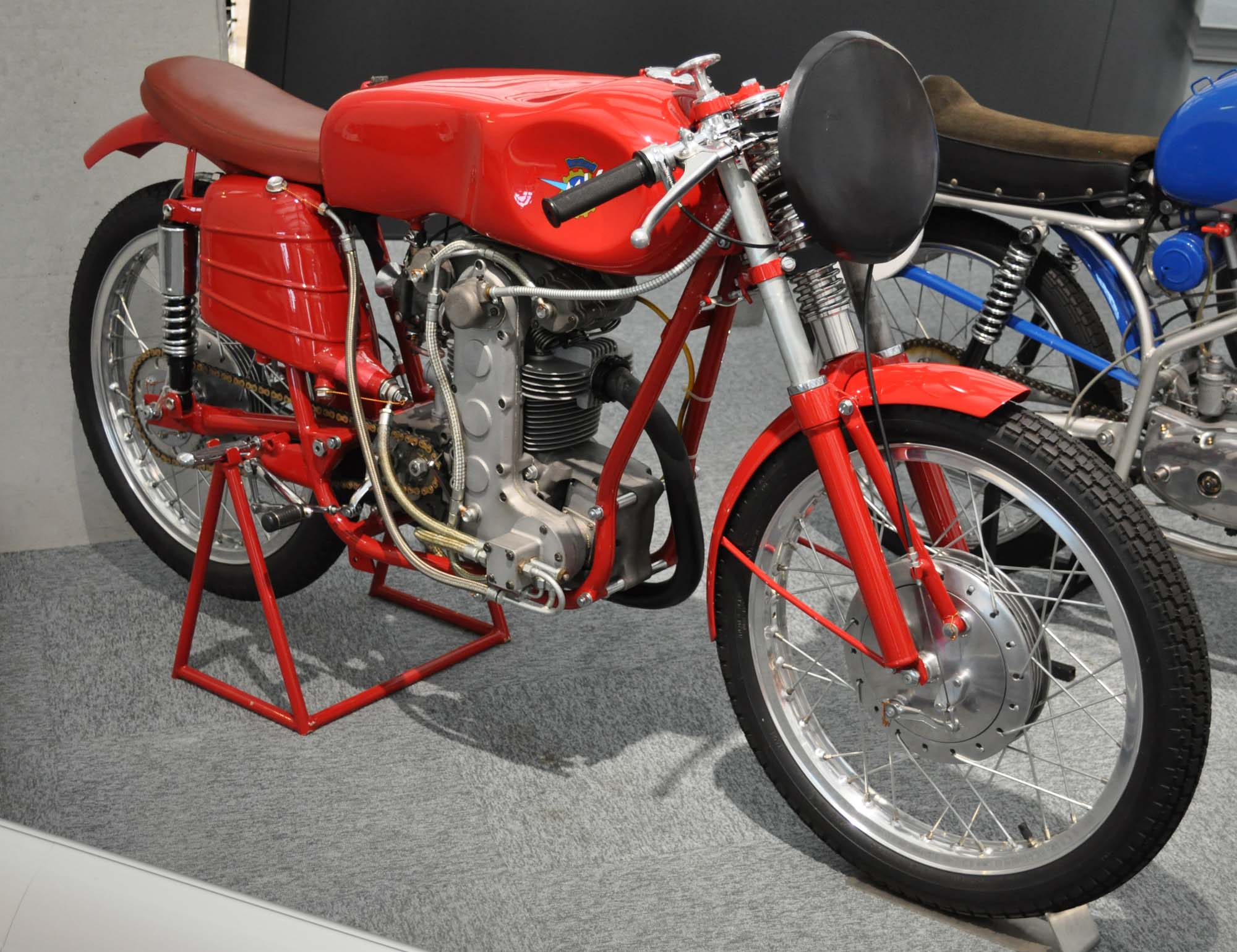
De MV Agusta 125 Bialbero maakte de dienst uit na het uitvallen van Werner Haas met zijn NSU Rennfox.

NSU trad in de 125cc-klasse wél aan met een sterk team, maar Otto Daiker en Werner Haas vielen uit. Angelo Copeta en Cecil Sandford waren de derde NSU-rijder Rupert Hollaus royaal te snel af. Hollaus bereikte de finish ruim een minuut later dan het MV Agusta-team. Montesa, gevestigd in Barcelona, bracht ook weer een aantal van haar tweetakten op de baan, maar zonder succes.
| Pos | Coureur          | Merk      | Tijd       | Punten |
| --- | ---------------- | --------- | ---------- | ------ |
| 1   | Angelo Copeta    | MV Agusta | 1:05"38'03 | 8      |
| 2   | Cecil Sandford   | MV Agusta | +31'22     | 6      |
| 3   | Rupert Hollaus   | NSU       | +1"04'49   | 4      |
| 4   | Wolfgang Brand   | NSU       | +2"02'35   | 3      |
| 5   | Marcelo Cama     | Montesa   | +1 ronde   | 2      |
| 6   | Georg Braun      | Mondial   | +2 ronden  | 1      |
| 7   | Carlo Ubbiali    | MV Agusta | +3 ronden  |        |
| 8   | Gabriel Corsín   | MV Agusta | +3 ronden  |        |
| 9   | Joaquin Sagnier  | Montesa   | +3 ronden  |        |
| 10  | Juan Soler Bultó | Montesa   | +4 ronden  |        |
| 11  | Paul Feurstein   | NSU-Puch  | +5 ronden  |        |
| 12  | Juan Bertrand    | Montesa   | +8 ronden  |        |

| Coureur               | Merk      | Oorzaak |
| --------------------- | --------- | ------- |
| Karl Lottes           | MV Agusta |         |
| Otto Daiker           | NSU       |         |
| Werner Haas           | NSU       |         |
| Antonio Creus         | MV Agusta |         |
| José Antonio Elizalde | Montesa   |         |
| Juan Atorrasagasti    | MV Agusta |         |
| Ramón Soley           | MV Agusta |         |
| Bill Webster          | MV Agusta |         |
| Emilio Mendogni       | Morini    |         |
| Tito Forconi          | MV Agusta |         |
| Gijs Lagerweij        | Sparta    |         |
| Mobi Vierdag          | Eysink    |         |

| Coureur          | Merk      | Oorzaak   |
| ---------------- | --------- | --------- |
| Walter Reichert  | NSU       |           |
| Arnold Jones     | MV Agusta |           |
| Fron Purslow     | MV Agusta |           |
| Les Graham (†)   | MV Agusta | Overleden |
| Reg Armstrong    | NSU       |           |
| Luigi Zinzani    | Morini    |           |
| Paolo Campanelli | MV Agusta |           |
| Drikus Veer      | Morini    |           |
| Lo Simons        | Mondial   |           |

### Top tien eindstand 125cc-klasse
| Pos. | Coureur         | Motorfiets | Ptn.    |
| ---- | --------------- | ---------- | ------- |
| 1    | Werner Haas     | NSU        | 30 (36) |
| 2    | Cecil Sandford  | MV Agusta  | 20      |
| 3    | Carlo Ubbiali   | MV Agusta  | 18      |
| 4    | Angelo Copeta   | MV Agusta  | 17      |
| 5    | Les Graham (†)  | MV Agusta  | 8       |
| 6    | Otto Daiker     | NSU        | 7       |
| 7    | Emilio Mendogni | Morini     | 6       |
| 8    | Wolfgang Brand  | NSU        | 5       |
| 9    | Reg Armstrong   | NSU        | 4       |
| 9    | Rupert Hollaus  | NSU        | 4       |

(Punten tussen haakjes zijn inclusief streepresultaten)
1950 · 1951 · 1952 · 1953 · 1954 · 1955 · 1957 · 1958 · 1959 · 1960 · 1961 · 1962 · 1963 · 1964 · 1965 · 1966 · 1967 · 1968 · 1969 · 1970 · 1971 · 1972 · 1973 · 1974 · 1975 · 1976 · 1977 · 1978 · 1979 · 1980 · 1981 · 1982 · 1983 · 1984 · 1985 · 1986 · 1987 · 1988 · 1989 · 1990 · 1991 · 1992 · 1993 · 1994 · 1995 · 1996 · 1997 · 1998 · 1999 · 2000 · 2001 · 2002 · 2003 · 2004 · 2005 · 2006 · 2007 · 2008 · 2009 · 2010 · 2011 · 2012 · 2013 · 2014 · 2015 · 2016 · 2017 · 2018 · 2019 · 2020 · 2021 · 2022 · 2023 · 2024 · 2025